# Пизьма (река, впадает в Воткинское водохранилище)
Пизьма — река в России, протекает по Кунгурскому и Осинскому районам Пермского края. Впадает по левому берегу в Воткинское водохранилище (Пизьменский залив) на Каме. Длина реки составляет 27 км, площадь водосборного бассейна — 318 км².
Исток реки находится в лесах в 5 км к северо-востоку от посёлка Лесной. Исток находится на водоразделе с бассейном Чусовой. Первые километры реки находятся в Кунгурском районе, прочее течение — в Осинском.
Течёт на запад и северо-запад, протекает посёлок Лесной, деревни Рогово, Каменка, Горки, Новое Городище, Старое Городище, Комарово.
Впадает в Воткинское водохранилище у деревни Прикамье, благодаря подпору водохранилища образует в низовьях Пизьменский залив длиной около двух километров.

## Притоки
(указано расстояние от устья)
- 3,4 км: река Северная (пр)
- 7,5 км: река Малая (лв)
- 16 км: река Песьяна (лв)
- река Северуха (пр)

## Данные водного реестра
По данным государственного водного реестра России относится к Камскому бассейновому округу, водохозяйственный участок реки — Кама от Камского гидроузла до Воткинского гидроузла, речной подбассейн реки — бассейны притоков Камы до впадения Белой. Речной бассейн реки — Кама.
Код объекта в государственном водном реестре — 10010101012111100015063.